# 草加市立病院
草加市立病院（そうかしりつびょういん）は、埼玉県草加市にある病院である。

## 沿革
- 1958年5月 - 草加市旭町に国保直営診療所開設
- 1961年2月 - 草加市民病院開設
- 1967年4月- 草加市立病院に名称変更
- 2004年7月 - 旧上野学園大学草加キャンパス学生寮跡の現在地に移転（18診療科・366床）
- 2012年4月 - 心臓・脳血管センター開院（24診療科・380床）併せて草加市消防本部（現：草加八潮消防組合）が救急ステーションを病院内に開設
- 2014年12月 - 災害拠点病院の指定を受ける

## 機関指定・取り扱い保険など
- 日本医療機能評価機構認定
- 救急告示病院
- 災害拠点病院
- 臨床研修指定病院（基幹型・協力型）
- 健康保険法に基づく保険医療機関
- 国民健康保険療養取扱機関
- 労災保険指定病院
- 身体障害者福祉法指定医療機関
- 生活保護法指定医療機関
- 公害医療機関
- 原子爆弾被爆者一般疾病医療取扱病院
- 老人保健法指定病院
- 母体保護法指定医療機関

## 診療科目
- 総合内科
- 血液内科
- 内分泌・代謝内科
- 膠原病内科
- 腎臓内科
- 呼吸器内科
- 循環器内科
- 消化器内科
- 小児科
- 外科
- 心臓血管外科
- 呼吸器外科
- 整形外科
- 脳神経外科
- 皮膚科
- 泌尿器科
- 産婦人科
- 眼科
- 耳鼻咽喉科
- リハビリテーション科
- 放射線科
- 歯科口腔外科
- 麻酔科
- 精神科（休止中）
- 救急科
- 病理診断科
- 緩和ケア科

## 交通アクセス
- 東武伊勢崎線（東武スカイツリーライン）草加駅から徒歩で18分、獨協大学前駅から徒歩で15分。
- 東武バス草加駅西口から草加14・草加15・草加16系統・パリポリくんバス南西ルートで、獨協大学前駅東口からパリポリくんバス北東ルートで、いずれも草加市立病院下車。